# هانس کرستینا
هانس کرستینا (انگلیسی: Hans Krostina; ۱۴ اوت ۱۹۴۸ – ۴ فوریهٔ ۲۰۱۹) بازیکن فوتبال اهل آلمان بود.
از باشگاه‌هایی که در آن بازی کرده‌است می‌توان به باشگاه فوتبال اوستنده، باشگاه فوتبال اس‌سی فورتونا کلن، باشگاه فوتبال روت‌وایس اسن، و باشگاه فوتبال فورتونا دوسلدورف اشاره کرد.